# Тропік (Юта)
Тропік (англ. Tropic) — місто (англ. town) в США, в окрузі Гарфілд штату Юта. Населення — 486 осіб (2020).

## Географія
Тропік розташований за координатами 37°38′0″ пн. ш. 112°5′16″ зх. д. / 37.63333° пн. ш. 112.08778° зх. д. (37.633364, -112.087755). За даними Бюро перепису населення США в 2010 році місто мало площу 21,72 км², з яких 21,67 км² — суходіл та 0,06 км² — водойми. В 2017 році площа становила 20,55 км², з яких 20,50 км² — суходіл та 0,06 км² — водойми.

## Демографія
Згідно з переписом 2010 року, у місті мешкало 530 осіб у 178 домогосподарствах у складі 145 родин. Густота населення становила 24 особи/км². Було 221 помешкання (10/км²).
Расовий склад населення:
| - 95,8 % — білих - 1,3 % — корінних американців - 0,6 % — вихідців з тихоокеанських островів - 0,2 % — чорних або афроамериканців - 0,2 % — азіатів - 1,3 % — осіб інших рас |

До двох чи більше рас належало 0,6 %. Частка іспаномовних становила 3,0 % від усіх жителів.
За віковим діапазоном населення розподілялося таким чином: 33,6 % — особи молодші 18 років, 50,2 % — особи у віці 18—64 років, 16,2 % — особи у віці 65 років та старші. Медіана віку мешканця становила 36,1 року. На 100 осіб жіночої статі у місті припадало 111,2 чоловіків; на 100 жінок у віці від 18 років та старших — 103,5 чоловіків також старших 18 років.
Середній дохід на одне домашнє господарство становив 61 473 долари США (медіана — 47 031), а середній дохід на одну сім'ю — 69 029 доларів (медіана — 59 375). Медіана доходів становила 48 750 доларів для чоловіків та 29 583 долари для жінок. За межею бідності перебувало 9,3 % осіб, у тому числі 7,2 % дітей у віці до 18 років та 12,8 % осіб у віці 65 років та старших.
Цивільне працевлаштоване населення становило 299 осіб. Основні галузі зайнятості: мистецтво, розваги та відпочинок — 44,8 %, освіта, охорона здоров'я та соціальна допомога — 18,4 %, роздрібна торгівля — 13,4 %.